# Парк ім. Богдана Хмельницького (Дрогобич)
Парк ім. Б. Хмельни́цького — парк-пам'ятка садово-паркового мистецтва місцевого значення в Україні. Розташований у межах міста Дрогобич Львівської області, при вул. Трускавецькій. 
Площа 150 га. Статус надано згідно з рішенням виконкому Львівської обласної ради від 9 жовтня 1984 року № 495. Перебуває у віданні: Дрогобицький міськкомунгосп. 
Статус надано для збереження парку (лісопарку), розташованого на правобережжі річки Тисмениці. 
Станом на 2018 рік, парк перебуває у запущеному стані. Крім того, він іноді потерпає від самовільних рубок дерев.